# Contea di Boone (Iowa)
La contea di Boone (in inglese Boone County) è una contea dello Stato dell'Iowa, negli Stati Uniti. La popolazione al censimento del 2000 era di 26 224 abitanti. Il capoluogo di contea è Boone.

## Comunità e località
La contea di Boone conta 11 città (cities), 5 Unincorporated community e 17 township:

### Città
- Beaver
- Berkley
- Boone
- Boxholm
- Fraser
- Luther
- Madrid
- Ogden
- Woodward (parziale)
- Pilot Mound
- Sheldahl (parziale)

### Unincorporated community
- Jordan
- Logansport
- Mackey
- Moingona
- Zenorsville

### Township
- Amaqua
- Beaver
- Cass
- Colfax
- Des Moines
- Dodge
- Douglas
- Garden
- Grant
- Harrison
- Jackson
- Marcy
- Peoples
- Pilot Mound
- Union
- Worth
- Yell